# الآباء الصغار (فلم)
الآباء الصغار فيلم سوري بطولة دريد لحام وحنان ترك وبالاشتراك مع سلمى المصري ومن إخراج دريد لحام، قصة وسيناريو وحوار دريد لحام أيضا. تم تصويره في العام 2006.
تدور أحداث الفيلم حول مجموعة من الأطفال (نورا، جابر، معن، غزل) الذين يحاولون تحقيق حلم والدتهم المتوفاة في أن يكمل والدهم (ودود) دراسته في الحقوق، لتحسين أوضاعه المادية ومكانته الاجتماعية. ويعمل أولاده في أعمال مختلفة إلى ينجحوا في تدبير جزء كبير من المصروفات الدراسية حيث يعمل الأبن الأكبر في مسح السيارات في إحدى محطات البنزين ويعمل الأبن الأصغر في بيع الورد وتعمل البنتان في تفريط البازلاء لجارهم صاحب الدكان ويتعرف الأطفال على الباحثة (أمل) التي تستأجر غرفة في بيتهم والتي بعد ذلك يظنون ان والدهم يحبها وتدور أحداث الفيلم.

## الشخصيات
- دريد لحام: بدور الأب (ودود عبد الرحمن) (أبو جابر).
- حنان ترك: بدور الباحثة عن الآثار (امل عبد الله).
- سلمى المصري: بدور الأم (رضية).

الأطفال
- نور جابر: بدور الأبنة الكبرى (نورا).
- بدر القيسي: بدور الأبن الأكبر (جابر).
- براء طرقجي: بدور الأبن الأصغر (معن).
- لولوة القادري: بدور الأبنة الصغرى (غزل).

- أفلام سورية - سينما

## روابط خارجية
- مقالات تستعمل روابط فنية بلا صلة مع ويكي بيانات